# Бароха, Пио
Пи́о Баро́ха-и-Не́си (исп. Pío Baroja y Nessi, баск. Pío Ynocencio Baroja Nessi; 28 декабря 1872, Сан-Себастьян — 30 октября 1956, Мадрид) — испанский писатель, одна из ключевых фигур «поколения 1898 года». Автор почти 100 романов, в которых часто центральной фигурой является «сильная личность», противостоящая жизненным обстоятельствам.

## Биография
Родился в Сан-Себастьяне в семье басков — горного инженера Серафино Барохи и Кармен Несси. Третий сын в семье после Дарио (умер в 1894 году от туберкулёза) и Рикардо; в 1882 году родилась младшая сестра Кармен. В 1879 году Серафино Бароха с домочадцами перебрался в Мадрид, с 1881 по 1886 год семья проживала в Памплоне, откуда затем вернулась в столицу. Пио, окончивший среднюю школу в Памплоне, в 1887 году начал обучение на врача, которое окончил в 1891 году уже в Валенсии — на новом месте жительства семьи. Хотя Пио Бароха родился во время карлистского мятежа, собственных воспоминаний об этом периоде у него не сохранилось и картину первых лет своего детства он составлял на основе воспоминаний членов семьи; в то же время он сохранил в памяти картину публичной казни, свидетелем которой стал, проживая в Памплоне.
В 1893 году защитил докторскую диссертацию в Мадриде. С августа 1894 по сентябрь 1895 года работал врачом в Сестоне в Стране Басков, но затем вернулся в Мадрид, где сменил брата Рикардо в качестве управляющего пекарней, принадлежавшей их тёте Хуане Несси. Работал также журналистом, в 1898 году некоторое время пытался играть на бирже ценных бумаг, но затем принял решение сосредоточиться на литературном творчестве, полностью отказавшись от прочих способов заработка в 1902 году.
Бароха часто причисляется к так называемому «поколению 98 года», хотя с другими писателями из этого поколения у него сложились непростые личные отношения, а стиль их произведений значительно разнится. Со многими из них он познакомился в ранний, журналистский период творчества, в редакциях альманаха Revista Nueva и газет El Globo (где публиковался как театральный критик), El Liberal, El País и El Pueblo Vasco. Первой изданной книгой Барохи стали в 1900 году демонстрирующие влияние Эдгара По, Достоевского и Бальзака «Мрачные жизни» (исп. Vidas Sombras) — сборник очерков, хроник и рассказов. В том же году вышел его первый роман «Дом Аисгорри» (исп. La casa de Aizgorri), по стилю напоминавший творчество Метерлинка и Ибсена. С 1901 по 1904 год, всё ещё в поисках собственного стиля, выпустил ряд других удачных работ, из которых наиболее заметной был изданный в 1902 году роман «Путь совершенства» (англ. Camino de perfección). Уже в этом произведении появляется характерный для Барохи трагический образ «героя нашего времени» — неврастеничного художника, чей характер раскрывается в условиях трудностей и препятствий на пути паломника из Испании в Левант.
С 1903 года в творчестве Барохи начинается наиболее продуктивный период, который открыла изданная в 1903—1904 годах трилогия «Борьба за существование» (исп. La lucha por la vida). Хотя в стиле вошедших в неё романов ощущается влияние русских классиков, важную роль сыграло также личное знакомство Барохи с бытом мадридского дна. В этот период писатель, будучи резко критично настроен против современных ему общественных порядков, исповедовал либерально-прогрессистские взгляды, не разделяя идей демократии или вооружённой борьбы против существующего строя. Результатом стало некоторое количество подчёркнуто аполитичных произведений.
В 1911 году умер Серафино Бароха, и Пио оказался неформальным главой семьи, расширившейся после свадьбы его сестры Кармен в 1913 году. Её мужем стал Рафаэль Каро Раххио, в будущем издатель произведений Пио Барохи. Писатель приобрёл особняк на окраине Вера-де-Бидасоа, который перестроил и обставил по собственному вкусу и превратил в летний дом для всей семьи. В это же время он начал интересоваться историей своего предка Эухенио де Авиранеты, ставшего прототипом героя его будущего цикла «Воспоминания человека действия», первые два романа которого вышли уже в 1913 году.
Во время Первой мировой войны Бароха, в отличие от большинства испанских интеллектуалов, проявил себя как германофил; эти взгляды нашли отражение в ряде изданных с 1917 по 1920 год полемических очерков и дневников писателя. Свет на некоторые идеологические взгляды Барохи пролили произведения 1920-х годов: «Извращённая чувственность» (исп. La sensualidad pervertida — добровольный выбор холостяцкого образа жизни), «Легенда о Хауне де Альсате» (исп. La leyenda de Jaun de Alzate — представление о баскской культуре как антикатолической и в целом антихристианской) и трилогия «Агонии нашего времени» (исп. Agonías de nuestro tiempo — антисемитизм, неприятие интернационализма и современного искусства).
Не будучи идейным монархистом, Бароха в то же время не приветствовал возвращение республиканского строя в 1931 году, ответив на это событие уже на следующий год критической трилогией «Тёмная чаща». Несмотря на разногласия с республиканскими властями, в 1936 году он стал членом Академии испанского языка. Когда на следующий год начался военный мятеж Франко, любопытство писателя привело его к конфликту с Гражданской гвардией в Сантестебане, который мог дорого ему обойтись. В этих условиях Бароха предпочёл покинуть страну и уехать во Францию. Больше года он прожил в Париже, зарабатывая на жизнь как корреспондент буэнос-айресской газеты La Nación. Тяжёлое экономическое положение семьи заставило его затем вернуться в Испанию. Чтобы уверить новую власть в лояльности, в 1938 году писатель издал сборник своих недавних статей под названием «Коммунисты, евреи и прочие» (исп. Comunistas, judíos y demás ralea). Хотя в борьбе Франко и республиканских властей Бароха был скорее на стороне первого, новый курс вызывал у него опасения за судьбы либеральной буржуазии. Это нашло отражение в изданном в Чили на следующий год сборнике очерков «Вчера и сегодня» (исп. Ayer y hoy). Планы трилогии о гражданской войне «Сатурналии» полностью воплотить в жизнь ему не удалось — первый из романов, которые должны были её составить, «Бродячий певец» (исп. El cantor vagabundo), увидел свет только в 1950 году.
После 1939 года Бароха не подвергался прямым преследованиям властей, но и не допускался в их ближний круг. Его произведения этого периода, согласно Испанскому биографическому словарю, были явно слабее его более раннего творчества. Критики отрицательно восприняли, в частности, намеренно вульгарный и натуралистический любовный роман «Песни пригородов» (исп. Canciones del suburbio, 1944). Многотомные мемуары «С последнего поворота дороги» (исп. Desde la última vuelta del camino), начавшие выходить в журнальном варианте ещё в 1941 году, а завершённые в 1949 году, демонстрировали постепенное угасание творческих способностей, связанное в том числе с развившимся у писателя атеросклерозом. Пио Бароха, до самого конца жизни продолжавший заботы о семье, умер в октябре 1956 года в Мадриде.

## Творчество
За творческую карьеру Бароха создал почти 100 романов, в том числе 11 циклов-трилогий, освещающих социальные проблемы современной ему Испании. Са́мой известной из этих трилогий Британская энциклопедия называет «Борьбу за существование», посвящённую нищенской жизни беднейших районов Мадрида. Другие заметные трилогии — «Фантастическая жизнь» (исп. La vida fantástica, 1901—1906), «Земля басков» (исп. Tierra vasca, 1900—1909), «Города» (исп. Las ciudades, 1920), «Агония нашего времени» (1926), «Раса» (исп. La raza, 1931—1932), «Тёмная чаща» (исп. La selva oscura, 1932). Наиболее масштабный творческий проект Барохи — цикл «Воспоминания человека действия» (исп. Memorias de un hombre de acción, 1913—1928), включавший 22 книги — 14 романов и 8 сборников произведений меньших жанров. Общая тема произведений этого цикла — противостояние бунтаря и испанского общества XIX века.
С точки зрения самого писателя, его творчество включает два периода, разделяемые 1914 годом, — «время жестокой запальчивости и отчаянной тоски» и «эпоху историзма, критики и иронии». Большая российская энциклопедия выделяет в первом периоде творчества произведения «Похождения, изобретения и мистификации Сильвестра Парадокса» (исп. Aventuras, inventos y mistificaciones de Silvestre Paradox, 1901), «Город туманов» (исп. La ciudad de la niebla, 1909) и «Древо познания» (исп. El arbol de la cienci, 1911), а во втором — цикл «Воспоминания человека действия».
Сам будучи нонконформистом и бунтарём, Бароха часто выводит людей со сходным складом характера в своих произведениях, среди которых «Древо познания» считается по существу автобиографическим. Идеологически его творчество, фокусирующееся на образах сильных личностей, противостоящих жизненным обстоятельствам, формировалось под влиянием Ницше и Шопенгауэра, на его художественные особенности оказала воздействие проза Достоевского. В его романах подвергаются острой критике все основные общественные институты современной писателю Испании, в том числе и католическая церковь (хотя в раннем творчестве, в особенности в «Пути совершенства», сильны мотивы религиозного мистицизма). Писатель с недоверием относился к демократическим преобразованиям, его неприятие революции 1931 года нашло отражение в трилогии «Тёмная чаща». При этом он никогда открыто не поддерживал и режим Франко, а в последние годы жизни, в том числе в мемуарах «С последнего поворота дороги» (1944—1949), проявил себя как противник официозного нарратива в испанской литературе. Антиклерикализм Барохи, его подчёркнутый нонконформизм и глубокий пессимизм произведений не позволили ему достичь подлинной популярности у широкой публики, хотя позднейшие источники называют его самым выдающимся романистом своего поколения. Его резкий, лаконичный, лишённый украшений стиль, как считают критики, оказал заметное влияние на творчество Хемингуэя.

### Публикации на русском языке
- Собрание сочинений. М., 1911—1912. Т.1-2.
- Древо познания. СПб., 1912.
- Сорная трава. Л., 1927.
- Алая заря. М., 1964.
- Унамуно М. Туман. Авель Санчес. Валье-Инклан Р. Тиран Бандерас. Бароха П. Салакаин Отважный. Вечера в Буэн-Ретиро. М., 1973.